# اولکساندر تورچینوف
اولکساندر تورچینوف (به اوکراینی: Oleksandr Turchynov) (زاده ۳۱ مارس ۱۹۶۴) اقتصاددان و سیاستمداراوکراینی است.
الکساندر تورچینوف بعد از اتفاقات فوریه ۲۰۱۴ به عنوان رئیس جمهور موقت اوکراین انتخاب شد از ۲۲ فوریه ۲۰۱۴ تا ۷ ژوئن ۲۰۱۴ تا برگزاری انتخابات ماه می برای ۳ ماه و نیم روی کار بود . اتفاقاتی که در ۲۲ فوریه ۲۰۱۴ در پی اعتراضات خیابانی علیه دولت ویکتور یانوکویچ و وخیم شدن اوضاع داخلی اوکراین افتاد .
و با رای پارلمان اوکراین رئیس جمهور وقت ویکتور یانوکویچ از سمت ریاست جمهوری اوکراین برکنار شد .